# Ochranovský sbor při Českobratrské církvi evangelické v Rovensku pod Troskami
Farní sbor Českobratrské církve evangelické v Rovensku pod Troskami je sborem Českobratrské církve evangelické v Rovensku pod Troskami. Sbor spadá pod Ochranovský seniorát.
Farářkou sboru byla v letech 1975-2023 Hana Jalušková. Od 1. 1. 2024 je sbor administrován seniorem Ondřejem Halamou. Kurátorem je David Drbohlav.

## Faráři sboru
- Jindřich Halama st.
- Pavel Glos (administrátor)
- Josef Votrubec (administrátor do r. 1950)
- Miroslav Hloušek
- Jiří Polma (1972-1976)
- Hana Jalušková (1975/6–2023)